# Stolperstein in Wernau (Neckar)
Der Stolperstein in Wernau (Neckar) ist Anna Maria Denzinger gewidmet, einer psychisch kranken Frau aus Wernau (Neckar), die im Rahmen der Aktion T4 vom NS-Regime ermordet wurde. Stolpersteine werden vom Künstler Gunter Demnig in nahezu ganz Europa zum Gedenken an NS-Opfer verlegt. Mit ihnen soll den Opfern des Nationalsozialismus erinnert werden, dort, wo sie ihren letzten frei gewählten Wohnsitz hatten.
Der bislang einzige Stolperstein in Wernau (Neckar) wurde am 14. April 2012 verlegt. Die Initiative zur Verlegung des Stolpersteins ging vom Seminarkurs „Und plötzlich war Gretel weg“ am Gymnasium Plochingen aus. Drei Schülerinnen recherchierten das Schicksal von Anna Maria Denzinger und erhielten für ihre Arbeit einen Schülerpreis für Heimatforschung 2012 des Landes Baden-Württemberg.

## Verlegte Stolpersteine
In Wernau (Neckar) wurde ein Stolperstein verlegt.
| Stolperstein | Inschrift | Standort                 | Name, Leben |
| ------------ | --- | ------------------------ | --- |
|              | HIER WOHNTE ANNA MARIA DENZINGER JG. 1910 EINGEWIESEN 1935 PFLEGEANSTALT WINNENTAL 'VERLEGT' 30.5.1940 GRAFENECK ERMORDET 30.5.1940 AKTION T4 | Schillerstraße 20 (Lage) | Anna Maria Denzinger wurde 1910 in Pfauhausen geboren. 1931 wurde sie mit der Diagnose Schizophrenie in eine Nervenklinik in Tübingen eingewiesen und dort sowie in Plochingen und Winnenden behandelt. 1933 wurde sie entlassen. Nach einer erneuten Einweisung 1934 wurde Denzinger am 30. Mai 1940 von Tübingen in die Tötungsanstalt Grafeneck deportiert und dort noch am selben Tag im Rahmen der „Aktion T4“ ermordet. |

## Verlegedatum
- 14. April 2012[1]